# Kung Xiao av Zhou
Kung Xiao av Zhou, var en kinesisk monark. Han var kung av Zhoudynastin 891–886 f.Kr.